# (4289) Biwako
(4289) Biwako ist ein Hauptgürtelasteroid, der am 29. Oktober 1989 von Atsushi Sugie vom Dynic Astronomical Observatory aus entdeckt wurde.
Der Asteroid wurde nach dem Biwa-See (Biwa-ko) an dem Sugies Heimatort liegt benannt.